# Hronična tromboembolijska plućna hipertenzija
Hronična tromboembolijska plućna hipertenzija (skraćeno CTEPH) je bolest kod koje dolazi do opstruktivnog remodelovanja plućne hipertenzije kao posledice tromboembolizma velikih krvnih sudova. 

## Epidemiologija
Kumulativna incidenca tromboembolijske plućne hipertenzije (u daljem tekstu CTEPH) iznosi 0,1 — 9,1% u prve dve godine nakon simptomatske plućne hipertenzije. Veliki broj grešaka u incidenci verovatno je uzrokovan nedostatkom ranih simptoma i otežanog razlikovanja akutne plućne hipertenzije od simptoma postojeće CTEPH.
Iako tačna prevalenca godišnje incidence CTEPH nije poznata, pojedini podaci pokazuju da se može javiti kod otprilike 5 osoba na milion stanovnika.
Prosečna starost dijagnostikovanih pacijenata iznosi 63 godine i oba pola su podjednako zahvaćena; pedijatrijski slučajevi su retki.

## Klinička slika
Klinički simptomi i znaci nisu specifični ili ne postoje u ranoj fazi CTEPH, dok znaci popuštanja desnog srca postaju izraženi tek u uznapredovaloj fazi bolesti. Zbog toga, rano dijagnostikovanje CTEPH ostaje izazov, sa prosečnim vremenom od 14 meseci od početka simptoma do postavljanja dijagnoze u ekspertskim centrima.
Kada postoje, klinički simptomi CTEPH mogu ličiti na one kod akutne PE ili IPAH; izuzev što su edem i hemoptizije češće kod CTEPH, a sinkopa kod IPAH.

## Dijagnoza
Dijagnoza CTEPH zasniva se na nalazima dobijenim nakon najmanje tromesečne efikasne antikoagulacije, u cilju razlikovanja ovog stanja od subakutne plućne embolije. Ovi nalazi su:
- srednji plućni arterijski pritisak (PAP ≥2 5 mmHg) uz plućni arterijski wedge pritisak (PAWP ≤1 5 mmHg),
- neslaganje perfuzionih i ventilacionih defekata na scintigrafiji pluća,
- specifični dijagnostički znaci za CTEPH viđeni CT angiografijom, MR imidžing-om ili plućnom sineangiografijom kao što su prstenaste stenoze, paukolike stenoze i hronične totalne okluzije (pouch lezija ili uzane lezije).

Pojedini bolesnici, posebno oni sa jednostranom okluzijom, mogu imati normalne karakteristike plućne hemodinamike u miru, uprkos simptomatskoj bolesti. Za ove bolesnike se takođe smatra da imaju CTEPH i pod ovom dijagnozom se vode. 
Dok je CT plućna angiografija metoda izbora za dijagnostikovanje akutne plućne embolije, ventilaciono-perfuziona scintigrafija pluća je glavna dijagnostička metoda za CTEPH sa senzitivnošću od 96—97% i specifičnošću 90—95%. Nasuprot ovome, kod IPAH i plućno veno-okluzivna bolesti (PVOD), scintigrafija tipično ne pokazuje segmentne defekte ili je normalna.
CT plućna angiografija može pomoći i u otkrivanju komplikacija bolesti kao što je dilatacija plućne arterije koja dovodi do kompresije glavnog stabla koronarne arterije i hipertrofije bronhijalnih arterijskih kolaterala što može dovesti do hemoptizija. 
CT grudnog koša visoke rezolucije daje slike plućnog parenhima i otkriva emfizem, bronhijalnu bolest ili intersticijalnu bolest pluća, kao i infarkt, vaskularne i perikardne malformacije i deformitete zida grudnog koša. Nejednakost perfuzije manifestuje se mozaičnim parenhimom sa tamnim poljima koji odgovaraju relativno povećanoj perfuziji. 
MR imidžing plućne vaskularne mreže se još uvek smatra inferiornijim u odnosu na CT, ali ova metoda kao i kupasti CT, angioskopija, intravaskularni ultrazvuk i optička koherentna tomografija, mogu se dopunjavati i koristiti prema lokalnom iskustvu i praksi.
Kateterizacija desnog srca (skraćeno RHC) je suštinska dijagnostička metoda. Preoperativni i postoperativni plućni vaskularni otpor je dugoročni prediktor prognoze.
Selektivna plućna angiografija u anteirorno-posteriornoj i lateralnoj projekciji, je završni korak, dijagnostičkog algoritma kojom se identifikuju prstenaste i paukolike stenoze, kesice, nepravilnosti zida, kompletna vaskularna opstrukcija i bronhijalne kolaterale i daje podrška tehničkoj proceni operabilnosti.

## Diferencijalna dijagnoza
U diferencijalnoj dijagnozi CTEPH, treba razmotriti i lečiti sledeća stanja:
- sarkom plućne arterije,
- embolizacija izazavana tumorskim ćelijama,
- paraziti (hidatidna cista),
- embolizacija stranim telom i
- kongenitalnaili stečena stenoza plućne arterije.

## Terapija

### Hirurška
Plućna endarterektomija (u daljem tekstu, skraćeno PEA) je terapijski metod izbora za CTEPH. Kod primene PEA U Evropi, intrahospitalni mortalitet je nizak 4.7% i čak niži u većim centrima. Većina bolesnika oseti značajno poboljšanje simptoma i hemodinamske vrednosti se skoro normalizuju.
Nasuprot hirurškoj embolektomiji kod pacijenata sa akutnom plućna embolija, lečenje CTEPH zahteva bilateralnu endarterektomiju kroz mediju plućnih arterija koja se izvodi u dubokoj hipotermiji i cirkulatornom arestu, bez potrebe za moždanom perfuzijom.
Operabilnost pacijenata sa CTEPH odlučuje se na osnovu mnogobrojnih faktora koje nije jednostavno standardizovati; ovde spadaju podobnost bolesnika, stručnost hirurškog tima i dostupni izvori. Opšti kriterijumi uključuju preoperativnu WHO FC II-IV, i hiruršku dostupnost tromba u glavnoj, lobarnim i segmentnim plućnim arterijama. 
Stariji uzrast nije kontraindikacija za hirurgiju. Ne postoji granična vrednost PVR ili mera disfunkcije za desnu srčanu komoru koja može da spreči primenu PEA. Postoperativna ekstrakorporalna oksigenacija preko membrane (skraćeno ECMO) preporučuje se kao standardna nega kod težih slučajeva u centrima sa PEA.
Komplikacije i prognoza
Rani postoperativni reperfuzioni edem moće zahtevati vensko-arterijsku ekstrakorporalnu oksigenaciju preko membrane (ECMO), iako teška perzistirajuća plućna hipertenzija može biti premošćena vensko-venskom ekstrakorporalnom oksigenacijom preko membrane do hitne transplantacije pluća. Bolesnici kojima nije rađena PEA ili imaju perzistentnu i rekurentnu plućnu hipertenziju nakon plućne endarterektomije (post-PEA PH) imaju lošiju prognozu.

### Medikamentna
Optimalna medikamentna terapija CTEPH sastoji se od primene:
Atikoagulanasa
Preporučuje se doživotna antikoagulantna terapija, čak i nakon PEA, a ne postoje dokazi o efikasnosti i bezbednosti novih oralnih antikoagulanasa. Iako ne postoji konsenzus, rutinsko plasiranje kava filtera nije opravdano dostupnim dokazima. 
Diuretika
Oksigenoterapije u slučajevima srčane slabosti sa hipoksemijom.
Medikamentna specifična ciljna terapija kod CTEPH može biti opravdana kod iz tehničkih razloga neoperabilnih pacijenata ili kod postojanja neprihvatljivog odnosa hirurškog rizika/benefita. Takođe bolesnici sa perzistentnom ili rekurentnom plućnom hipertenzijom nakon plućne endarterektomije takođe mogu biti kandidati za specifičnu medikamentnu terapiju. Primena ove terapije kod operabilnih pacijenata koji su teško hemodinamski kompromitovani je most do plućne endarterektomije, iako za ovo nema dokaza još uvek.

### Interventna
Interventna terapija zasnovana na balon dilatacija plućnih arterija (u daljem tekstu skraćeno BPA) počela je da se primenjuje 2001.godine nakon što su Feinstein i saradnici, objavili seriju od 18 pacijenata sa neoperabilnom CTEPH kojima je urađena balon dilatacija plućnih arterija. Uprkos značajnom smanjenju plućnog arterijskog pritiska (skraćeno mPAP), 11 bolesnika je razvilo reperfuzioni plućni edem, a 3 je zahtevalo mehaničku ventilaciju. 
Japanski istraživači su potom unapredili BPA koristeći manje balone, opreznim ograničenjem broja inflacija balonom po sesiji na jedan ili dva plućna vaskularna segmenta i upotrebom intravaskularnog imidžinga.
Prosečan broj sesija od 4.8 po pacijentu potreban je kako bi se poboljšali parametri funkcije desne komore srca. Oprezan pristup sa ciljnim samo jednim lobusom tokom svake sesije i kao i opreznost kod veličine balona, smanjile su incidencu reperfuzionog edema na 2% u pojedinim centrima.
Iako BPA još uvek nema široku primenu, velikom brzinom skreće na sebe veliku pažnju širom sveta. BPA treba izvoditi samo u iskusnim i velikog obima centraima za lečenje CTEPH.

## Prognoza
Prognoza bolesti kod bolesnika sa plućnom hipertenzijom uslovljena je tipom plućne hipertenzije i fazom u kojoj je bolest otkrivena. Bolesnici sa plućnom hipertenzijom kao posledicom hroničnog tromboembolizma, a koji su indikovani za trombendarterektomiju, imaju vrlo dobru prognozu. 
Bez obzira na sve, postojanje sumnje da bolesnik ima plućnu hipertenziju i njegovo upućivanje na diferentnu obradu može biti od presudnoga značenja za prognozu bolesti i, još važnije, za kvalitet i dužinu trajanja života bolesnika sa tromboembolijskom plućnom hipertenzijom.

## Napomene
1. ↑  Funkcionalna klasa Svetske zdravstvene Organizacije

## Spoljašnje veze
- 2015/2016 ESC/ESR Preporuke za dijagnozu i lečenje plućne hipertenzije — European Society of Cardiology & European Respiratory Society

|  | Molimo Vas, obratite pažnju na važno upozorenje u vezi sa temama iz oblasti medicine (zdravlja). |